# Żeleźniak (Kotlina Jeleniogórska)
Żeleźniak (niem. Eisen-Berg, 420 m n.p.m.) – wzniesienie w południowo-zachodniej Polsce, w Jeleniej Górze, w środkowej części Kotliny Jeleniogórskiej, w środkowej części Wzgórz Łomnickich.

## Położenie
Wzniesienie położone w środkowej części Kotliny Jeleniogórskiej, w środkowej części Wzgórz Łomnickich. Północna część znajduje się w granicach administracyjnych Jeleniej Góry, południowo-zachodnia w gminie Podgórzyn, a południowo-wschodnia w gminie Mysłakowice.

## Opis
Wzgórze Żeleźniak jest niezbyt wysokim, wydłużonym równoleżnikowo wzniesieniem w środkowo-wschodniej części Wzgórz Łomnickich. Zbocza są dość strome, a wierzchołek kopulasty. Na pónocy Żeleźniak łączy się z Popielem, na zachodzie z masywem Lipowej i Gołębnika, na wschodzie z Krzyżową Górą. Na południu rozciągają się bezimienne kopki Wzgórz Łomnickich.

## Budowa geologiczna
Wzniesienie zbudowane z granitów karkonoskich w odmianie porfirowatej, średnio- i gruboziarnistych, uformowane w wyniku ich selektywnego wietrzenia. Na południowo-wschodnim zboczu znajduje się niewielka skałka zbudowana z granitu.

## Roślinność i zagospodarowanie
Cały masyw porośnięty lasem, wokół rozciągają się lasy,łąki i pola.

## Turystyka
Na zachód od wzniesienia, już na zboczach Gołębnika i Lipowej, biegnie szlak turystyczny:
- żółty – prowadzący z Jeleniej Góry do Sosnówki.